# Municipio de Winsor (Míchigan)
El municipio de Winsor (en inglés: Winsor Township) es un municipio ubicado en el condado de Huron en el estado estadounidense de Míchigan. En el año 2010 tenía una población de 1907 habitantes y una densidad poblacional de 20,81 personas por km².

## Geografía
El municipio de Winsor se encuentra ubicado en las coordenadas 43°48′31″N 83°17′33″O / 43.80861, -83.29250. Según la Oficina del Censo de los Estados Unidos, el municipio tiene una superficie total de 91.63 km², de la cual 91,25 km² corresponden a tierra firme y (0,41 %) 0,37 km² es agua.

## Demografía
Según el censo de 2010, había 1907 personas residiendo en el municipio de Winsor. La densidad de población era de 20,81 hab./km². De los 1907 habitantes, el municipio de Winsor estaba compuesto por el 98,74 % blancos, el 0,26 % eran afroamericanos, el 0,1 % eran amerindios, el 0,1 % eran asiáticos, el 0,26 % eran de otras razas y el 0,52 % eran de una mezcla de razas. Del total de la población el 2,62 % eran hispanos o latinos de cualquier raza.